# IC 891
IC 891 је елиптична галаксија у сазвјежђу Дјевица која се налази на листи објеката дубоког неба у Индекс каталогу.
Деклинација објекта је + 0° 18' 21" а ректасцензија 13h 29m 59,8s. Привидна величина (магнитуда) објекта IC 891 износи 14,3 а фотографска магнитуда 15,3. IC 891 је још познат и под ознакама MCG 0-34-40, CGCG 16-80, NPM1G +00.0420, PGC 47418.